# Guyana GFF Super League
De Guyana GFF Super League  is de hoogste voetbalcompetitie op Guyana.

## Deelnemers GFF Super League 2009/10
- Alpha United
- Bakewell Topp XX
- Buxton United
- Camptown
- Guyana Defence Force
- Milerock FC
- Rosignol United
- Seawall
- Victoria Kings

### Winnaars GFF Super League
- 1990 : Santos FC (Georgetown)
- 1991 : Santos FC (Georgetown)
- 1992 : niet vermeld
- 1993 : niet vermeld
- 1994 : Western Tigers FC (Georgetown)
- 1995 : Milerock FC (Linden)
- 1996 : Omai Gold Seekers (Georgetown)
- 1997 : Bakewell Topp XX (Linden)
- 1998/99 : Santos FC (Georgetown)
- 1999/00 : niet vermeld
- 2000/01 : Conquerors (Georgetown)
- 2001/02 : niet vermeld
- 2002/09 : niet vermeld
- 2009/10 : Alpha United (Georgetown)
- 2010 :Alpha United (Georgetown)

### Prestaties
3 keer
- Santos FC

2 keer
- Alpha United

1 keer
- Bakewell Topp XX
- Omai Gold Seekers
- Milerock FC
- Western Tigers FC
- Conquerors